# Serra de Santa Engràcia
La Serra de Santa Engràcia és una serra del terme municipal de Tremp, antigament del de Gurp de la Conca. Pertany tota ella a la conca de la Noguera Pallaresa i, per tant, al Pallars Jussà. S'origina damunt i al nord-oest del poble de Santa Engràcia, d'on pren el nom. La seva continuïtat cap al nord-oest és el Serrat de Vilardell, pel qual connecta amb el Caramell i la Serra del Castellet, i cap al sud-est, a través del mateix poble de Santa Engràcia, amb la Serra de Costa Ampla. Pertany a aquesta serra la Roca de l'Espluga de Graller, de 1.238,4 m. alt.